# Gemünden am Main
Gemünden am Main este un oraș din Franconia Inferioară, landul Bavaria, Germania.